# Stacy Keibler

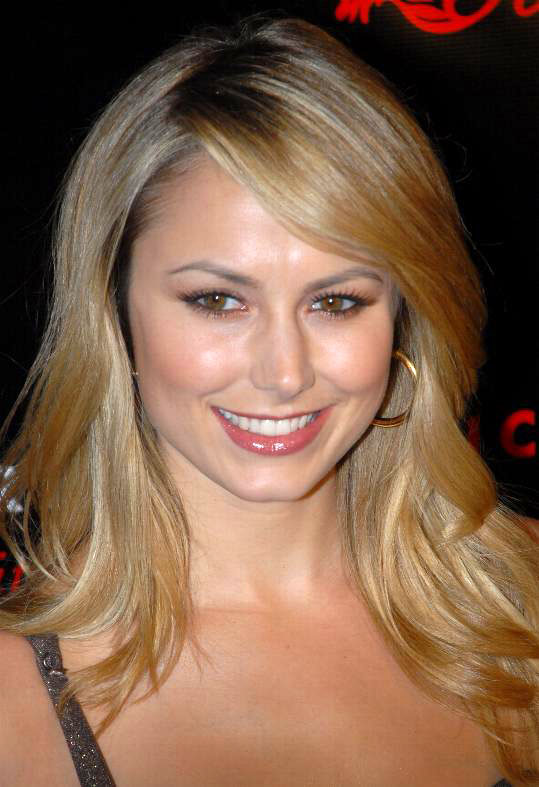
Stacy Keibler în 2008

Stacy Ann-Marie Keibler (n. 14 octombrie 1979 în Baltimore,Maryland) este o actriță americană, fostă wrestler și manager în promoțiile World Championship Wrestling și World Wrestling Entertainment.
Fostă luptătoare de wrestling, Stacy Keibler a renunțat să își prelungească contractul cu World Wrestling Entertainment (WWE), preferând să semneze cu studioul TV Disney's Touchstone. Până când o serie de proiecte TV vor fi întocmite pentru Stacy, înțelegerea este ca aceasta să rămână strâns legată de Touchstone.
Acordul mai prevedea, de asemenea, că proiectele televiziunii vor fi prioritare față de alte proiecte care ar putea fi într-o situație de conflict de interese. Dar adevărata despărțire de wrestling a survenit pentru Stacy când ea a concurat, anul trecut, la show-ul tv „Dansând cu stelele”, transmis de postul de televiziune ABC.
Contractul luptătoarei cu WWE a expirat în iulie, iar profilul ei a fost șters de pe site-ul oficial. De altfel, Stacy Keibler a declarat: „Ei bine, contractul meu cu WWE a ajuns la final. Așadar, știți doar ce se spune, când o ușă ți se închide, o alta ți se deschide. După mai multe luni în care m-am întâlnit cu diferiți reprezențanți ai rețelelor de televiziune și ai studiourilor, am acceptat să închei un acord cu Touchstone TV. Din fericire, mă veți vedea în curând la televizor”.